# Fiskenet
Et fiskenet eller fiskegarn er et net, der bruges til fiskeri. Nettet er fremstillet af fibre, som er flettet i en gitter-struktur. Nogle fiskenet kaldes fiskefælder, eksempelvis ruser og bundgarn, der er opsat mellem træpæle.
De bruges til en lang række forskellige typer fiskeri fra kystfiskeri med kastenet og net monteret på en stang til at hjælpe lystfiskere, til stort kommercielt fiskeri med trawl, snurpenot, snurrevod, drivgarn og nedgarn sat på bunden.
Fiskenet er normalt masker dannet ved at binde relativt tynd tråd sammen. Tidligere fiskenet blev vævet af græsarter, hør eller andre fiber-planter. Senere begyndte man at bruge bomuld. Moderne fiskenet er normalt fremstillet i syntetiske polyamidmaterialer som nylon, selvom net af organisk polyamider som uld eller silke også var udbredt op til moderne tid, og de bruges stadig visse steder. Fiskenet fremstilles traditionelt ved brug af en bødenål.
De kendes langt tilbage i historien. Det ældst kendte eksempel er antreanettet, som er blevet dateret til år 8540 f.v.t. Det blev fundet på Karelske næs i Kamennogorsk i 1913, og er i dag udstillet på Finlands Nationalmuseum. Net-lignende billeder ses også på helleristningerne ved Alta, som er fremstillet mellem år 4200 og år 500 i Finnmark, Norge. Romerne brugte fiskenet til deres gladiatorer. I den nordiske mytologi bruger guden Ran fiskenet til at trække sømænd i havet til druknedøden.
Fiskenet kan forårsage bifangster, som bidrager til at mange havskildpadder, havfugle, delfiner og hvaler drukner.
Ligeledes kan fiskenet som er blevet efterladt i havet, såkaldte spøgelsesnet, fanger fisk, delfiner, skildpadder, hajer, dygonger, krokodiller, havfugle, krabber og andre dyr og begrænser deres bevægelse, hvilket kan få dem til at sulte, give sår og infektioner og for dem der, som har behov for at trække vejret ved overfladen, at de drukner. Fiskenet bidrager også til plastforurening i havene.